# 16076 Барріхааз
16076 Барріхааз (16076 Barryhaase) — астероїд головного поясу, відкритий 9 вересня 1999 року.
Тіссеранів параметр щодо Юпітера — 3,407.